# Dave Payne
Dave Payne (* in Chicago, Illinois) ist ein US-amerikanischer Drehbuchautor, Regisseur und Schauspieler.

## Leben
Er studierte an der University of Iowa im bekannten Iowa Writers' Workshop, bevor er sich in Los Angeles niederließ.
Dort wurde der Produzent Roger Corman durch ein Script auf ihn aufmerksam und er avancierte zum Corman Schüler, wie zuvor schon Martin Scorsese oder Francis Ford Coppola.
Payne führte unter anderem 1998 Regie im Film Addams Family – Und die lieben Verwandten mit Tim Curry (als Gomez Addams) und Daryl Hannah (als Morticia Addams). Er verfasste das Drehbuch für die Horrorkomödie Boltneck, welche im Jahre 2000 mit dem Schauspieler Ryan Reynolds veröffentlicht wurde. Drehbuchautor und Regisseur war er für den Film Just can't get enough aus dem Jahre 2001. Zusammen mit seiner Frau Tina Illman Payne gründete er die Produktionsfirma The Institution.

## Filmografie (Auswahl)
als Regisseur
- 1995: Alien Terminator
- 1996: Showgirl Murders
- 1997: Polizeiakte X: Mord in den eigenen Reihen
- 1998: Addams Family – Und die lieben Verwandten (Addams Family Reunion)
- 2005: Reeker
- 2008: No Man’s Land: The Rise of Reeker

als Drehbuchautor
- 2000: Boltneck
- 2001: Just can't get enough
- 2005: Reeker
- 2008: No Man's Land: The Rise of Reeker

Schauspieler war er als verrückter Fahrer in dem Film Showgirl Murders  aus dem Jahre 1996.